# أليسون وايت (ممثلة)
أليسون وايت (بالإنجليزية: Alison Whyte)‏ هي ممثلة أسترالية، ولدت في 1968.

## أعمال

### أفلام
- صانع الفساتين

## وصلات خارجية
- أليسون وايت (ممثلة) على موقع IMDb (الإنجليزية)
- أليسون وايت (ممثلة) على موقع قاعدة بيانات الفيلم (الإنجليزية)